# 第4局
第4局（だい よんきょく）は、日本の行政機関である会計検査院の内部部局の一つ。会計検査院事務総局に属する。

## 所管業務
第4局に属する各課は、次に掲げる検査を担当する。
- 文部科学検査第1課
  - 文部科学省
  - 独立行政法人国立特別支援教育総合研究所、独立行政法人国立女性教育会館、独立行政法人国立科学博物館、独立行政法人国立美術館、独立行政法人教職員支援機構、独立行政法人日本スポーツ振興センター、独立行政法人日本芸術文化振興会、独立行政法人国立青少年教育振興機構、独立行政法人国立文化財機構
- 文部科学検査第2課
  - 文部科学省高等教育局、科学技術・学術政策局、研究振興局
  - 日本学士院、科学技術・学術政策研究所、日本私立学校振興・共済事業団、独立行政法人大学入試センター、国立研究開発法人科学技術振興機構、独立行政法人日本学術振興会、独立行政法人日本学生支援機構、独立行政法人国立高等専門学校機構、独立行政法人大学改革支援・学位授与機構、国立大学法人、大学共同利用機関法人
- 上席調査官（文部科学担当）
  - 文部科学省研究開発局
  - 国立研究開発法人物質・材料研究機構、国立研究開発法人防災科学技術研究所、国立研究開発法人量子科学技術研究開発機構、国立研究開発法人理化学研究所、国立研究開発法人宇宙航空研究開発機構、国立研究開発法人海洋研究開発機構、国立研究開発法人日本原子力研究開発機構
- 農林水産検査第1課
  - 農林水産本省
  - 独立行政法人農林水産消費安全技術センター、株式会社農林漁業成長産業化支援機構、独立行政法人農業者年金基金
- 農林水産検査第2課
  - 農林水産省農村振興局
- 農林水産検査第3課
  - 農林水産省消費・安全局畜水産安全管理課、動物衛生課、畜産局、動物検疫所、動物医薬品検査所、水産庁
  - 日本中央競馬会、独立行政法人家畜改良センター、国立研究開発法人水産研究・教育機構、独立行政法人農畜産業振興機構
- 農林水産検査第4課
  - 農林水産省農林水産技術会議、林野庁
  - 国立研究開発法人農業・食品産業技術総合研究機構、国立研究開発法人国際農林水産業研究センター、国立研究開発法人森林研究・整備機構

## 組織

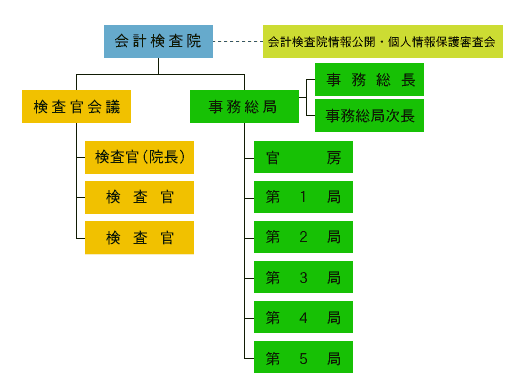
会計検査院組織図

意思決定を行う検査官会議と、検査を実施する事務総局で組織されている会計検査院において、各局は事務総局の下に設置されている。

## 幹部
いずれも課長級以上
- 局長（1名）
  - 局長：片桐 聡
- 官房審議官（2名）
  - 官房審議官（第4局担当）：中村 和紀
  - 官房審議官（第4局担当）：山岸 和永
- 監理官（1名）
  - 監理官：金澤 茂
- 課長（7名）
  - 文部科学検査第1課長：島崎 栄治
  - 文部科学検査第2課長：花立 敦
  - 上席調査官（文部科学担当）：依田 英之
  - 農林水産検査第1課長：奈良岡 憲治
  - 農林水産検査第2課長：長森 浩一郎
  - 農林水産検査第3課長：本多 正勝
  - 農林水産検査第4課長：倉澤 正和